# Xinji (ort)
Xinji är en ort i Kina. Den ligger i provinsen Hebei, i den norra delen av landet, omkring 240 kilometer sydväst om huvudstaden Peking.
Runt Xinji är det tätbefolkat, med 790 invånare per kvadratkilometer. Det finns inga andra samhällen i närheten. Trakten runt Xinji består till största delen av jordbruksmark.
Genomsnittlig årsnederbörd är 665 millimeter. Den regnigaste månaden är juli, med i genomsnitt 240 mm nederbörd, och den torraste är januari, med 4 mm nederbörd.